# Piedipartino
Piedipartino település Franciaországban, Haute-Corse megyében. Lakosainak száma 17 fő (2022. január 1.). Piedipartino Carcheto-Brustico, Carticasi, Pie-d’Orezza és Stazzona községekkel határos.

## Népesség
A település népességének változása:
| Lakosok száma | 36   | 9    | 12   | 17   | 18   | 20   | 17   | 16   | 16   | 17   |
|               | 1968 | 1982 | 1990 | 2006 | 2013 | 2015 | 2017 | 2019 | 2020 | 2022 |